# Manuel Horrillo
Manuel Horrillo (Casablanca, 1959) és un guionista, director cinema i tècnic d'efectes especials hispanomarroquí, nascut a Casablanca, ciutat en què va viure fins al 1975. Va guanyar el Goya als millors efectes especials el 1995 pel seu treball a El día de la bestia (amb Juan Tomicic i Reyes Abades) i el 1999 per Nadie conoce a nadie (amb Raúl Romanillos i José Núñez) El 2008 va debutar com a director amb el documental Rif 1921, una historia olvidada, presentat a la Casa Àrab de Madrid, sobre les conseqüències del desastre d'Annual. El 2016 va dirigir el documental La fabulosa Casablanca, que va rebre el Premi Internacional Memòria per a la Democràcia i la Pau de la Fundació Tres Cultures del Mediterrani al Festival de Cinema de Nador (Marroc).

## Treballs
Com a tècnic
- El día de la bestia (1995)
- El niño invisible (1995)
- Nadie conoce a nadie (1999)
- Habana Blues (2005)
- Tres días (2008)
- La voz dormida (2011)
- A puerta fría (2012)
- El Gran Tour de Jorge Bonsor (2017)

Com a director
- Rif 1921, una historia olvidada (2008)
- La fabulosa Casablanca (2016)